# Rada wyspy (Pitcairn)
Rada wyspy – ciało legislacyjne Wysp Pitcairn. Pełni również funkcję sądu dependencji brytyjskiej, będąc tym samym jednym z nielicznych organów państwowych na świecie łączących uprawnienia legislacyjne i sądownicze.

## Struktura
W skład rady wchodzi dziesięciu członków. Burmistrz i przewodniczący rady wyspy, obaj pochodzący z wyborów bezpośrednich, są automatycznie członkami rady. Czterej zwykli radni są wyłaniani w wyborach. Wspólnie z przewodniczącym rady, kooptują oni szóstego członka. Gubernator wyznacza dwóch członków, z których jeden jest sekretarzem Wyspy. Dziesiąte miejsce jest zarezerwowane dla komisarza ds. współpracy między gubernatorem a radą wyspy. Oprócz burmistrza, którego kadencja trwa trzy lata i sekretarza wyspy, którego kadencja jest nieokreślona, członkowie rady sprawują swoją funkcję przez rok.
Urzędnikiem tradycyjnie przewodniczącym radzie był Magistrate, który skupiał władzę wykonawczą, ustawodawczą i sądowniczą. Po rewizji konstytucji w 1998 roku kompetencje te zostały rozdzielone, a urząd zastąpiony funkcjami burmistrza i przewodniczącego rady (wybierani od 1999 roku).